# Sybil Ludingtonová
Sybil Ludingtonová (nepřechýleně Ludington; 5. dubna 1761 Fredericksburg – 26. února 1839 Unadilla) byla údajnou hrdinkou americké války za nezávislost, ačkoli moderní badatelé to zpochybňují.
Byla nejstarší ze dvanácti dětí důstojníka povstalecké milice Henryho Luddingtona. Na jejich farmu v Dutchess County přišla v noci 26. dubna 1777 zpráva o útoku britských jednotek vedených Williamem Tryonem na město Danbury, kde měli milicionáři sklad zbraní a munice. Šestnáctiletá Sibyl proto jela na svém koni jménem Star ve tmě a prudkém dešti 64 kilometrů, aby vyhledala patrioty a varovala je před nepřítelem. Za její odvážný čin jí údajně osobně poděkoval George Washington. Historická přesnost tohoto populárního příběhu však bývá zpochybňována.
V roce 1784 se Sybil provdala za právníka Edmonda Ogdena, který zemřel v roce 1799. Od roku 1811 do své smrti žila ve městě Unadilla.
Výkon Sybil je přirovnáván k proslulé jízdě Paula Revereho před bitvou u Lexingtonu a Concordu. Byla jí odhalena jezdecká socha, kterou vytvořila Anna Hyatt Huntingtonová. Byla také vyobrazena na poštovní známce vydané ke dvoustému výročí americké nezávislosti. Vznikla o ní opera Sibyla americké revoluce.